# Le Passage Enchanté d'Aladdin
Le Passage Enchanté d'Aladdin (Nederlands: Alladin's betoverde doorgang) is een walkthrough-attractie in het Disneyland Park in Parijs. De attractie, die geopend werd in 1993, is te vinden in het bouwwerk dat tevens de toegangspoort naar themagebied Adventureland is. De attractie bestaat uit een aantal miniatuurvoorstellingen die het verhaal navertellen uit de Disney-film Aladdin.

## Opzet
In de attractie zijn enkele voorstellingen te zien met bewegende elementen. Het staat bezoekers vrij om zo lang als ze zelf willen door de attractie lopen. Er is tevens geen wachtrij aanwezig. De attractie bevat de volgende  scènes:
- De straten van Agrabah - Aladdin, die net fruit heeft gestolen van een kraampje, wordt door de soldaten van de sultan achtervolgd.
- The Magic Lamp - De magische lamp is te vinden in een grot en spuit enkele wolkjes rook door zijn tuit naar buiten.
- Aladdin's Huis - Aladdin zit thuis en kijkt naar het uitzicht op het paleis van de sultan.
- Wondergrot - Aladdin nadert de tijgerkopvormige poort naar de wondergrot. De magische lamp is in de mond van de tijger te zien.
- De Geest - In de grot ontmoet Aladdin Geest, die dezelfde show opvoert als in de film bij de ontmoeting met Aladdin.
- Terugkeer naar Agrabah - Aladdin keert terug naar Agrabah, vermomd als prins Ali Ababwa om te trouwen met prinses Jasmine. Iedereen in de straat prijst hem, behalve Jafar, die hem als rivaal ziet.
- Jafar als slang - In het paleis is Jafar veranderd in een grote slang die Aladdin aanvalt. Jasmine is gevangen op de achtergrond te zien.
- Jafar verslagen - Jafar, die nu een geest is geworden, is opgeslokt in een geestenlamp en neemt zijn papegaai met zich mee. Jasmine wordt vrijgelaten en Geest verschuilt zich achter een zuil.
- Vaarwel - Aladdin en Jasmine vliegen boven Agrabah op hun vliegende tapijt, met een glimlachende Geest die de bezoekers uitzwaait. Op de achtergrond van de scène is het liedje A Whole New World te horen.

Disneyland Paris · Lijst van attracties in Disneyland Park · Le Château de la Belle au Bois Dormant · afbeeldingen